# Sadri Ferati
Sadri Ferati (ur. 10 czerwca 1957 w Mitrowicy) – kosowski polityk, minister ds. samorządu terytorialnego w latach 2008-2010, deputowany do Zgromadzenia Kosowa z ramienia Demokratycznej Ligi Kosowa.

## Życiorys
W 2004 roku bezskutecznie kandydował w wyborach parlamentarnych do Zgromadzenia Kosowa z listy Demokratycznej Ligi Kosowa. Udało mu się uzyskać mandat parlamentarzysty w wyborach z 2010 roku oraz reelekcję w roku 2014.
Przestał sprawować funkcję parlamentarzysty w 2017 roku z powodu nieuzyskania reelekcji w wyborach parlamentarnych, które odbyły się w tymże roku.

## Wyniki wyborcze
| Wybory | Komitet wyborczy          | Wynik |
| ------ | ------------------------- | ----- |
| 2010   | Demokratyczna Liga Kosowa | 7992  |
| 2014   | Demokratyczna Liga Kosowa | 8444  |
| 2017   | Demokratyczna Liga Kosowa | 5506  |